# St. Kunigunde (Pirna)

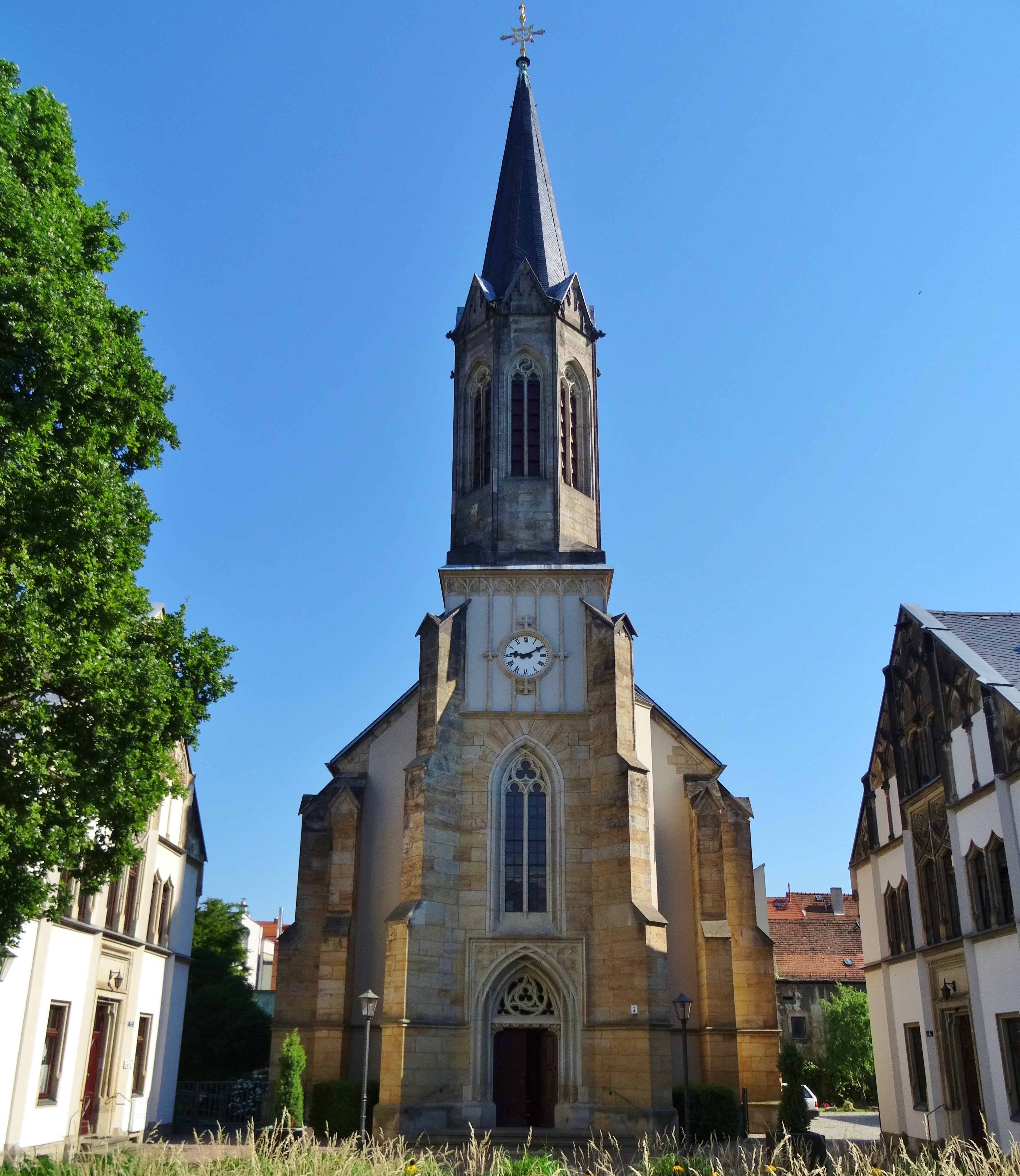
St. Kunigunde

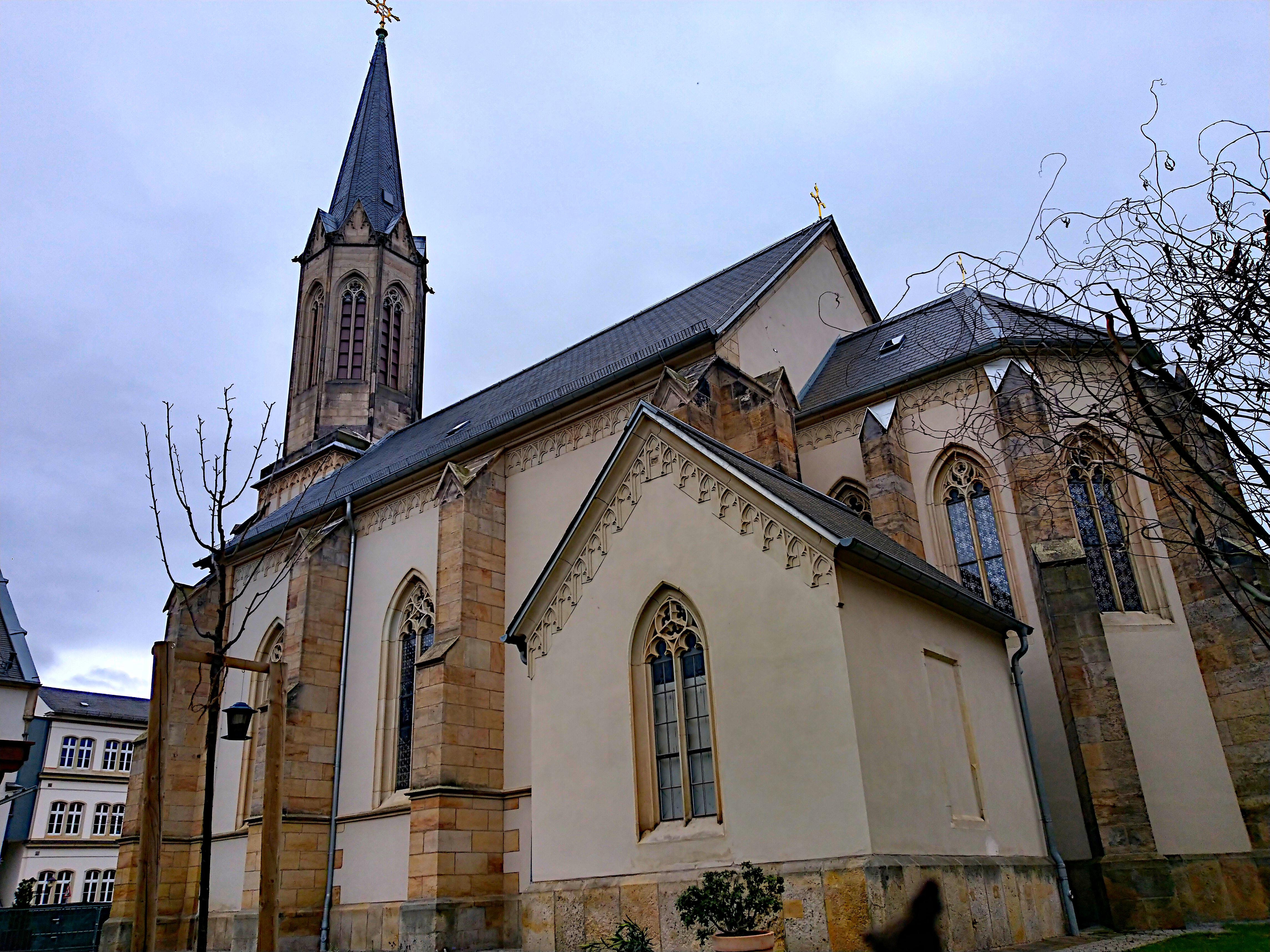
St. Kunigunde (Ostseite)

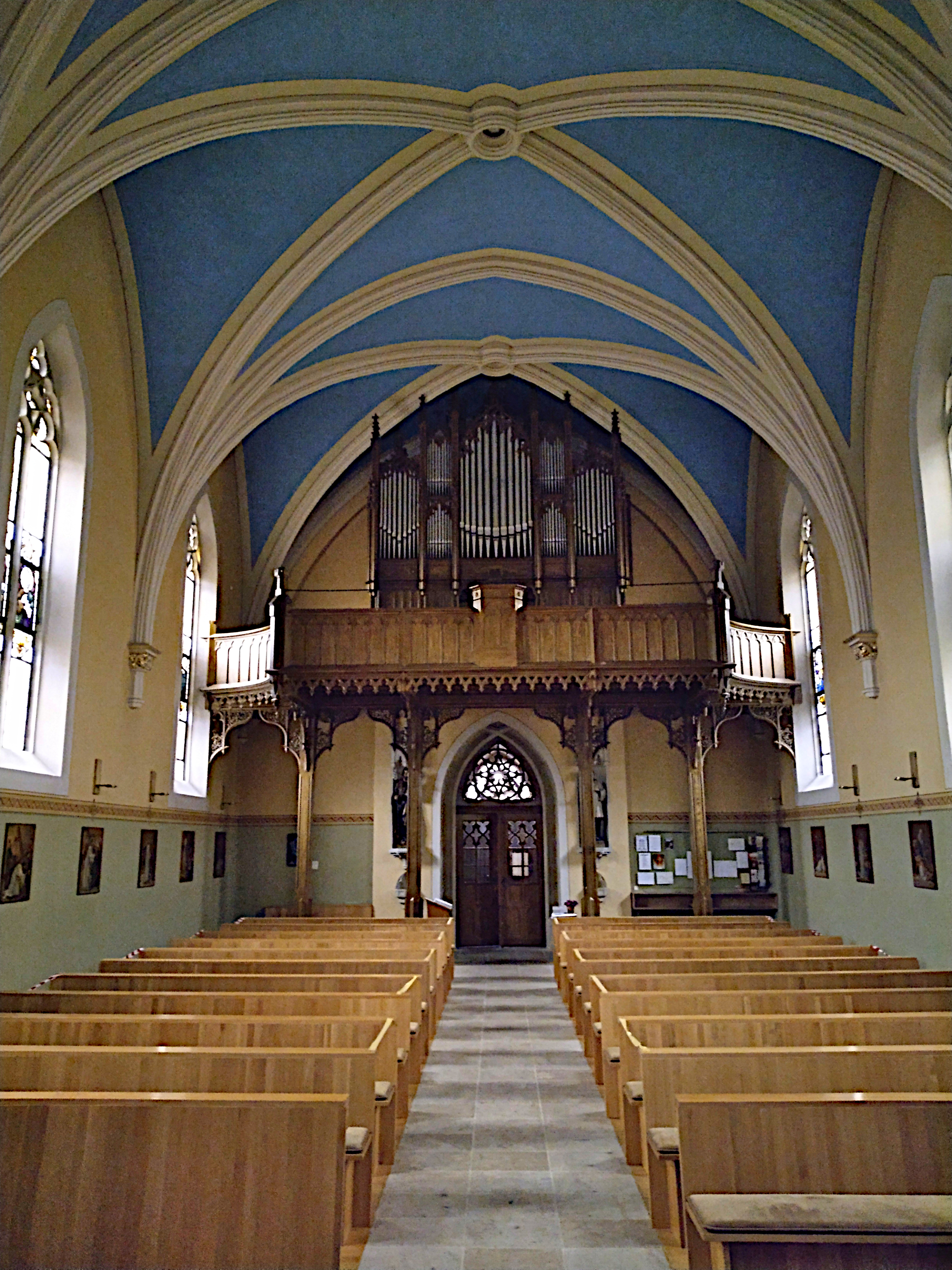
Interieur gen Orgel

Die römisch-katholisch Kirche St. Kunigunde ist eine neogotische Kirche in Pirna, Stadtteil Mitte (Altstadt). Sie gehört zur Pfarrei St. Heinrich und Kunigunde Pirna im Dekanat Dresden des Bistums Dresden-Meißen.

## Geschichte
Zu Anfang des 19. Jahrhunderts zogen zunehmend römisch-katholische Arbeiter in die ostsächsischen Industriegebiete. Eine Stiftung der sächsischen Prinzessin Maria Cunigunde ermöglichte von 1822 bis 1823 den Bau einer katholischen Schule mit Kapelle (am Hausberg). Sie wurde bereits – auch zu Ehren der Stifterin – dem Patrozinium der heiligen Kaiserin Kunigunde unterstellt.
Da die Kapelle für die wachsende Gemeinde zu klein wurde, erbaute man die heutige Kirche, die 1869 geweiht wurde. Der Oberlandesbaumeister Adolph Canzler entwarf die gesamte Baugruppe von Kirche, Pfarr- und Schulhaus, die in einem neogotischen Baustil realisiert wurde.
Der Massivbau wurde mit Sandstein aus dem Postaer Steinbruch errichtet („Alte Poste“ an der Herrenleite, am Kratzbach). Von September 2002 bis November 2003 gab es eine umfassende Sanierung.

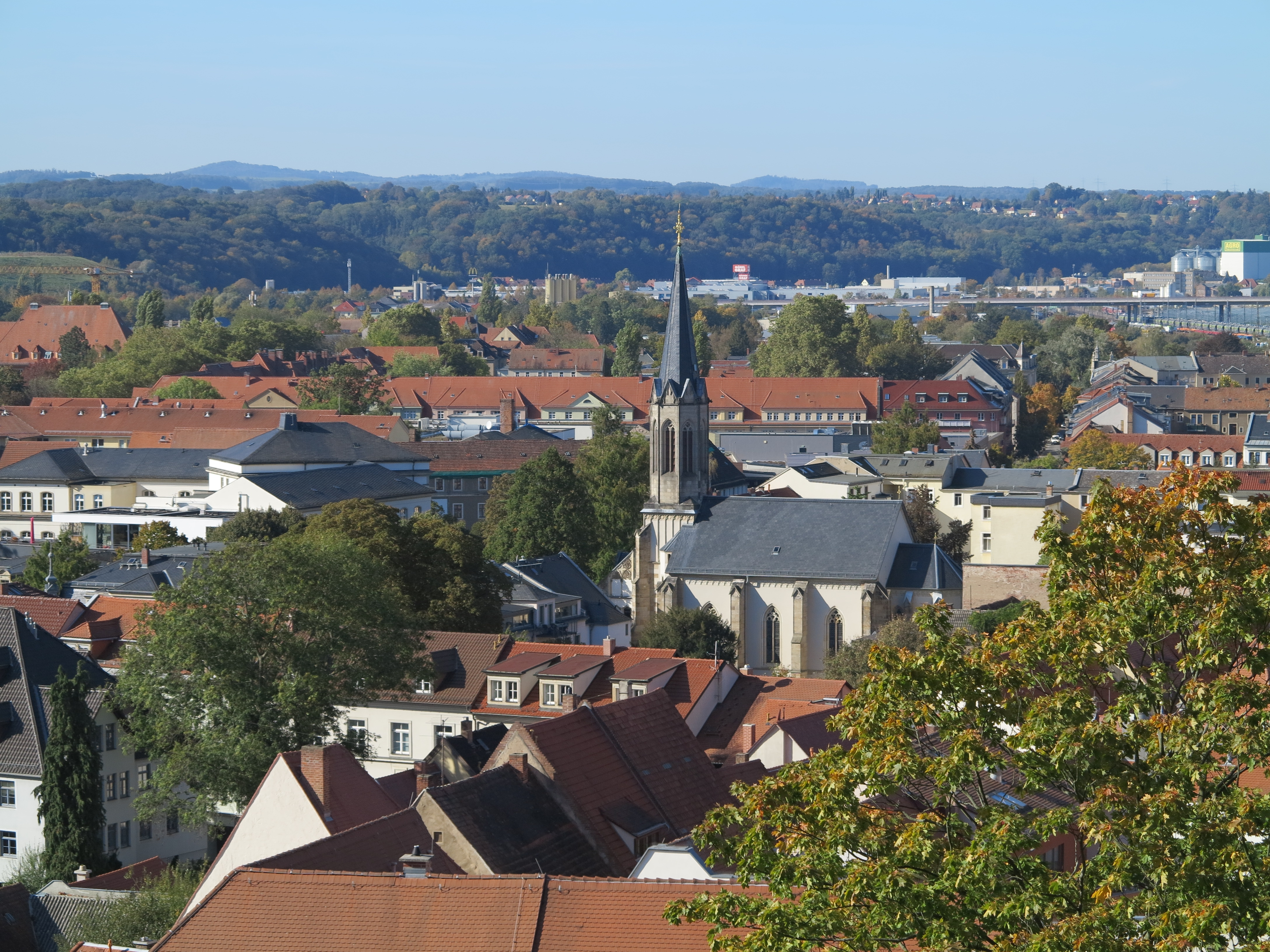
Blick von Pirna-Sonnenstein auf Pirna und die katholische Kirche

1938 kam Benno Scholze (1891–1966) als katholischer Pfarrer nach Pirna. Als Seelsorger kümmerte er sich auch um Kriegsgefangene z. B. in Hohenstein und – als gebürtiger Sorbe – um polnische und slowakische Zwangsarbeiter. Seine Predigten und sein Verhalten ließen deutlich seine Kritik am NS-System erkennen. Er wurde Anfang 1941 als „Staatsfeind“ verhaftet, kam ins KZ Dachau, erlebte dort nach vier Jahren die Befreiung durch die US-Armee. Anschließend wirkte er wieder als Pfarrer in Pirna. Am 6. Dezember 2013 wurde vor der Kunigundenkirche von Gunther Demnig ein Stolperstein verlegt. Im Stadtteil Pirna-Sonnenstein ist eine Straße nach Benno Scholze benannt. 

## Orgel
Die Orgel aus dem Jahr 1869 wurde von Carl Eduard Jehmlich aus Dresden geschaffen. Sie hat 17 Register auf zwei Manualen und Pedal und mechanische Trakturen. Folgende Disposition liegt vor:
| I. Manual C–e3 |        |
| Bordun         | 16'    |
| Principal      | 8′     |
| Rohrflöte      | 8'     |
| Gambe          | 8′     |
| Octave         | 4′     |
| Gemshorn       | 4′     |
| Quinte         | 3'     |
| Octave         | 2′     |
| Terz           | 1 3⁄5′ |
| Mixtur         | 3-fach |

| II. Manual C–e3 |    |
| Gedackt         | 8′ |
| Fugara          | 8′ |
| Principal       | 4′ |
| Rohrflöte       | 4' |

| Pedal C–d1   |     |
| Subbaß       | 16′ |
| Principalbaß | 8′  |
| Posaunenbaß  | 16′ |

Koppeln: II/I, I/P